# Grb Finske
Finski grb predstavlja leva s krono na rdeči podlagi. Sprednja desna okončina leva je odeta v oklep in v roki drži meč in z zadnjimi okončinami stoji na sablji. Grb je bil ustvarjen okrog leta 1580.

## Zgodovina

### Lev v nordijski heraldiki
Lev se v heraldiki pojavlja po večini zahodne Evrope in nekatere države si ga lastijo kot narodni simbol. V nordijski heraldiki je leva moč prvič najti na danskem grbu v drugi polovici 12. stoletja.
V 13. stoletju je Švedsko Kraljestvo zajemalo večji del Finske. V tem obdobju so se na območju severne Evrope prvič pojavili grbi. Prva znana uporaba leva kot simbol na Švedskem je najdena na kraljevem pečatu Erika Knutssona (ki je umrl leta 1216) in Erika Erikssona (1216-50), ki sta upodobila na svojih pečatih dva in tri leve. Prvi kralj iz družine Folkunga, Valdemar Birgersson (1239-1302), je prav tako na svojem pečatu imel upodobljene tri leve.

### Finska kot vojvodina
Prvi finski vojvoda, Bengt Birgersson (1254–91, vojvoda od 1284 do 1291) in drugi finski vojvoda, Valdemar Mugnusson (umrl leta 1318, finski vojvoda od 1302 do 1317) sta oba uporabljala grb Folkungov, kjer je bil upodobljen kronan lev s tremi krivinami, glavna razlika pa je bila, da je Valdemarjev grb imel na polju upodobljena srca. Takšna različica grba je zelo podobna današnjemu finskemu, vendar lev še takrat v rokah ni držal orožja.